# 최정희
최정희(崔貞熙, 1912년 12월 3일 ~ 1990년 12월 21일)는 대한민국의 소설가이다. 호는 담인(淡人)이다. 시인 김동환의 두 번째 아내이다. 함경남도 단천 출생이다.

## 생애
함경남도 단천 외가에서 출생하였고 지난날 한때 함경북도 북청에서 잠시 유아기를 보낸 적이 있으며 함경북도 성진에서 성장한 그녀는 숙명여자고등보통학교와 중앙보육학교를 나왔다.
1930년 일본에서 유치진을 중심으로 유학생들이 신극 운동을 할 때 참가하여 문예 운동에 뛰어들었다.
1934년 카프 계열 연극인들이 창단한 극단 신건설을 빌미로 신건설사 사건이 발생하였다. 최정희도 이때 체포되어 전주형무소에 수감되었다. 카프계 영화인 김유영의 부인이었던 최정희는 이 사건에서 여성 작가로는 유일하게 옥고를 치렀다.
두 번째 남편인 김동환과는 1931년에 김동환이 발행하는 잡지 《삼천리》의 기자로 입사하면서 만나게 되었다. 당시 김동환은 첫 부인(신원혜, 1993년 타계.)과 결혼하여 자녀들을 두고 있었으나, 최정희와 사랑에 빠져 집을 나간 뒤 새살림을 차렸다.
일제강점기 말기에 김동환이 삼천리사를 발판으로 활발한 친일 활동을 하면서, 최정희도 여성 명사들이 구성한 조선임전보국단 부인대에 참가하여 〈군국의 어머니〉라는 제목의 연설을 하는 등 부부가 함께 태평양 전쟁 지원에 나섰다. 2002년 발표된 친일 문학인 42인 명단과 민족문제연구소가 2008년 발표한 친일인명사전 수록예정자 명단에 선정되어 있다. 밝혀진 친일 작품 수는 소설 〈장미의 집〉(1942) 등 총 14편이며 친일반민족행위진상규명위원회가 발표한 친일반민족행위 705인 명단에도 포함되었다.
김동환은 광복 후 반민족행위특별조사위원회에 체포되는 등 고초를 치르다가 한국 전쟁 때 납북된 뒤 1958년 사망하였고, 최정희는 대한민국 공군 종군작가단의 일원으로 참전했다. 이후 대한민국 소설계의 대표적인 여성 작가로 활동하면서 한국여류문학인협회 회장을 지냈고, 대한민국예술원 회원도 역임했다. 서울시문화상(1958년)과 3·1문화상(1983년)을 수상했다.
문단 등단작은 1931년 《삼천리》에 발표한 〈정당한 스파이〉이다. 이후 1934년 검거될 때까지는 카프의 경향파 문학을 토대로 한 현실참여적 작품을 발표하였으나, 출옥한 뒤로는 여성의 시선에 관심을 두고 남녀간의 애정이나 미망인을 소재로 다룬 작품을 쓰면서 문학적 경향이 변모했다. 가난 때문에 흉가를 얻어 사는 한 여성 가장의 삶을 1인칭 시점에서 묘사한 〈흉가(凶家)〉(1937)와 1939년부터 2년간 차례로 발표한 〈인맥〉, 〈지맥〉, 〈천맥〉의 3부작이 이 시기의 대표작이며, 중일전쟁부터 4·19 혁명까지의 근대사를 배경으로 지식인 남녀를 주인공으로 그린 《인간사》(1960 ~ 1964)는 한국 전쟁 후 발표한 장편 소설이다.
그녀는 한때 1978년 2월에서부터 같은 해 1978년 8월까지 신민당 당무위원 등을 역임하였다.
김동환과의 사이에서 낳은 딸인 김지원·김채원 자매도 대한민국의 소설가이다.

## 가족 관계
- 아버지 : 최재연
- 前 배우자 : 김유영
- 남편 : 김동환
- 첫째 딸 : 김지원
- 둘째 딸 : 김채원

## 학력
- 함경남도 단천보통학교 수료
- 함경북도 성진보통학교 졸업
- 경성 숙명여자고등보통학교 졸업
- 경성 중앙보육학교 졸업

### 명예 박사 학위
- 중앙대학교 명예 문헌정보학 박사

## 같이 보기
- 신건설사 사건
- 조선임전보국단

## 참고자료
- 권영민 (2004년 2월 25일). 《한국현대문학대사전》. 서울: 서울대학교출판부. 994~995쪽쪽. ISBN 89-521-0461-7.
- 반민족문제연구소 (1993년 4월 1일). 〈김동환 : 각종 친일단체의 핵심으로 맹활약한 친일시인 (김윤태)〉. 《친일파 99인 3》. 서울: 돌베개. ISBN 978-89-7199-013-1.
- “최정희(崔貞熙)”. 예술로. 2008년 5월 4일에 확인함.[깨진 링크(과거 내용 찾기)]